# Яранка (приток Лумпуна)
Яранка — река в России, в Кировской области, протекает в Унинском районе. Устье реки находится в 124 км по левому берегу реки Лумпун. Длина реки составляет 20 км, площадь водосборного бассейна 103 км². В 4,4 км принимает справа реку Унинку (в водном реестре — река без названия).
Исток реки у деревень Кокоры и Борисовцы (Унинское городское поселение) в 6 км к юго-востоку от посёлка Уни. В районе истока на реке плотина и запруда. Река течёт в верхнем и среднем течении на юго-запад, после впадения справа Унинки поворачивает на юг и около 4 километров течёт параллельно Лумпуну на расстоянии около километра от него. На этом участке реки соединены небольшой протокой. Основное устье Яранки располагается выше нежилой деревни Сардык.

## Данные водного реестра
По данным государственного водного реестра России относится к Камскому бассейновому округу, водохозяйственный участок реки — Вятка от водомерного поста посёлка городского типа Аркуль до города Вятские Поляны, речной подбассейн реки — Вятка. Речной бассейн реки — Кама.
По данным геоинформационной системы водохозяйственного районирования территории РФ, подготовленной Федеральным агентством водных ресурсов:
- Код водного объекта в государственном водном реестре — 10010300512111100038965
- Код по гидрологической изученности (ГИ) — 111103896
- Код бассейна — 10.01.03.005
- Номер тома по ГИ — 11
- Выпуск по ГИ — 1